# Runebergova nagrada
Runebergova nagrada (finsko: Runeberg-palkinto) je finska književna nagrada, ki je bila prvič podeljena leta 1987.
Nagrada je dobila ime po finskem narodnem pesniku Johanu Ludvigu Runebergu (1804–1877), vsako leto jo podelijo na njegov rojstni dan, 5. februarja. Nagrado prejme literarno delo finskega pisatelja, ki mora biti napisano v finskem ali švedskem jeziku. Vsak dobitnik nagrade prejme še 20.000 evrov. 
Nagrado financira mesto Porvoo, kjer je dolga leta živel in deloval Runeberg.

## Dobitniki Runebergovih nagrad
| Leto | Avtor                      | Delo                                                   |
| ---- | -------------------------- | ------------------------------------------------------ |
| 1987 | Kari Aronpuro              | Kirjaimet tulevat                                      |
| 1988 | Sinikka Tirkkonen          | Luvaton elämä                                          |
| 1989 | Timo Pusa                  | Tatuoitu sydän                                         |
| 1990 | Eeva Kilpi                 | Talvisodan aika                                        |
| 1991 | Aulikki Oksanen            | Henkivartija                                           |
| 1992 | Lars Sund                  | Colorado Avenue                                        |
| 1993 | Raija Siekkinen            | Metallin maku                                          |
| 1994 | Paavo Rintala              | Aika ja uni                                            |
| 1995 | Monika Fagerholm           | Underbara kvinnor vid vatten (Ihanat naiset rannalla)  |
| 1996 | Agneta Ara                 | Huset med de glömda dörrarna (Unohdettujen ovien talo) |
| 1997 | Hannu Aho                  | Kello 4.17                                             |
| 1998 | Ulla-Lena Lundberg         | Regn (Sade)                                            |
| 1999 | Mari Mörö                  | Kiltin yön lahjat                                      |
| 2000 | Tuula-Liina Varis          | Maan päällä paikka yksi on                             |
| 2001 | Juha Seppälä               | Suuret kertomukset                                     |
| 2002 | Risto Ahti                 | Vain tahallaan voi rakastaa                            |
| 2003 | Ranya ElRamly              | Auringon asema                                         |
| 2004 | Rakel Liehu                | Helene                                                 |
| 2005 | Zinaida Lindén             | I väntan på en jordbävning (Ennen maanjäristystä)      |
| 2006 | Riitta Jalonen             | Kuvittele itsellesi mies                               |
| 2007 | Sanna Ravi                 | Ansari                                                 |
| 2008 | Hannele Mikaela Taivassalo | Fem knivar hade Andrej Krapl                           |
| 2009 | Sofi Oksanen               | Puhdistus (v slov. prevodu Očiščenje)                  |
| 2010 | Kari Hotakainen            | Ihmisen osa                                            |
| 2011 | Tiina Raevaara             | En tunne sinua vierelläni                              |
| 2012 | Katja Kettu                | Kätilö                                                 |
| 2013 | Olli-Pekka Tennilä         | Yksinkeltainen on kaksinkeltaista                      |
| 2014 | Hannu Raittila             | Terminaali                                             |
| 2015 | Joni Skiftesvik            | Valkoinen Toyota vei vaimoni                           |
| 2016 | Tapio Koivukari            | Unissasaarnaaja                                        |
| 2017 | Peter Sandström            | Laudatur                                               |
| 2018 | Marjo Niemi                | Kaikkien menetysten äiti                               |
| 2019 | Heikki Kännö               | Sömnö                                                  |
| 2020 | Julia Ollila               | Green Leaves                                           |
| 2021 | Marisha Rasi-Koskinen      | Rec                                                    |